# Atom Egoyan

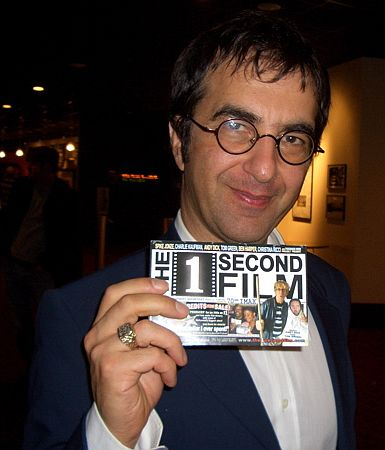
Atom Egoyan

Atom Egoyan (Armeens: Ատոմ Էգոյան) (Caïro, Egypte, 19 juli 1960) is een Canadees filmregisseur van Armeense afkomst, een van de belangrijkere onafhankelijke filmmakers van zijn tijd. Egoyan maakt veel gebruik van films in films, video's en televisieschermen in zijn werk, waarbij hij het onvermogen van de media om de waarheid vast te leggen onderzoekt. De plot wordt zelden lineair verteld. Belangrijke thema's zijn zijn Armeense afkomst, vervreemding en isolement. Egoyan heeft tevens enkele opera's geregisseerd.

## Biografie
Egoyan, de zoon van Armeense vluchtelingen, werd geboren in Egypte en groeide op in Victoria, Brits-Columbia. Zijn ouders, Joseph en Shushan Yeghoyan, zijn beiden schilders. Als tiener raakte hij, geïnspireerd door Samuel Beckett en Harold Pinter, geïnteresseerd in het toneelschrijven. Hij studeerde internationale betrekkingen aan het Trinity College van de Universiteit van Toronto. Tijdens zijn studie maakte hij zijn eerste korte films. In 1982, het jaar van zijn afstuderen, maakte hij de korte film Open House.
In 1984 maakte hij zijn eerste lange speelfilm, Next of Kin, gevolgd door Family Viewing uit 1987. Net als in al zijn latere films speelde zijn vrouw Arsinée Khanjian in deze films. Hij kreeg voor het eerst de wereldwijde aandacht met Speaking Parts uit 1989, die werd genomineerd voor enkele Genie Awards (de belangrijkste Canadese filmprijzen) en werd vertoond op het filmfestival van Cannes. In 1991 volgde The Adjuster. De film Calendar uit 1993 nam hij gedeeltelijk in Armenië op.
Exotica uit 1994 was zijn internationale doorbraak, de eerste Canadese film in tien jaar die in Cannes meedong naar een Gouden Palm. In deze film onderzoekt Egoyan regelmatig terugkerende thema's in zijn werk, isolatie en seksualiteit, in een nachtclub in Toronto. De hoofdrollen werden gespeeld door enkele vaste acteurs, waaronder Elias Koteas, Bruce Greenwood en zijn vrouw Arsinée Khanjian. Hij kreeg de  Grand Prix van de "Union de la critique de cinéma"  in Brussel and hield voor deze gelegenheid zijn conferentie in    Ric's Artboat en Ric's Riverboat. The Sweet Hereafter uit 1997, gebaseerd op de gelijknamige roman van Russell Banks, was zijn grootste succes. De film won de Speciale Juryprijs op het filmfestival van Cannes en Egoyan werd genomineerd voor de Academy Award voor Beste Film en voor Beste Scenario. Ook zijn volgende film, Felicia's Journey uit 1999, was genomineerd voor een Gouden Palm. Net als The Sweet Hereafter in 1997 was Felicia's Journey de openingsfilm van het Internationale Filmfestival van Toronto. In 1999 kreeg hij de eretitel Officier in de Order of Canada.
Ararat uit 2002 behandelt als een van de eerste grote films het thema van de Armeense Genocide en de gevolgen voor de overlevenden. Egoyan gebruikt hierbij een "film binnen de film", door het verhaal te vertellen van een Armeense filmmaker die een film wil maken over de genocide. Ararat kreeg een Genie Award voor Beste Film. Zijn film Where the Truth Lies uit 2005 was controversieel door een triootje tussen de hoofdrolspelers Kevin Bacon, Colin Firth en Rachel Blanchard.
Hij heeft, met zijn vrouw Arsinée Khanjian, een zoontje.

## Filmografie
- Howard in Particular (korte film, 1979)
- After Grad with Dad (korte film, 1980)
- Peep Show (korte film, 1981)
- Open House (korte film, 1982)
- Next of Kin (1984)
- In This Corner (tv-film, 1985)
- Men: A Passion Playground (korte film, 1985)
- Family Viewing (1987)
- Looking for Nothing (korte tv-film, 1988)
- Speaking Parts (1989)
- Montréal vu par...  (segment En passant, 1990)
- The Adjuster (1991)
- Calendar (1993)
- Gross Misconduct (tv-film, 1993)
- Exotica (1994)
- A Portrait of Arshile (korte film, 1995)
- The Sweet Hereafter (1997)
- Bach Cello Suite #4: Sarabande (korte film, 1997)
- Felicia's Journey (1999)
- The Line (korte film, 2000)
- Krapp's Last Tape (tv-film, 2000)
- Diaspora (korte film, 2001)
- Ararat (2002)
- Where the Truth Lies (2005)
- Citadel (documentaire, 2006)
- Adoration (2008)
- Chloe (2009)
- Devil's Knot (2013)
- The Captive (2014)
- Remember (2015)
- Guest of Honour (2019)